# 信仰主義
信仰主義（該詞彙来自拉丁文的名词fides(信仰)及-ism(主義)，合併成為fideism）是一種認為信仰不是建基於理據與經驗上 且信仰的價值高於理據的價值的意識型態。

## 廣義的信仰主義
广义的信仰主义認为 任何在思辨和实际人生中的基本事實都不能夠单靠理智求得，必须倚靠他人的权威。

## 狹義的信仰主義
狹義的信仰主義認為 只有通過諸神的啟示才能獲知真相。

## 批評
有意見認為由於信仰主義者在否定人的理性在獲知真相方面的必要性時，本身也試圖以理性思辯的方式（例如舉例丶論證和引經據典）來證明這是事實，因此會出現自相矛盾的問題，而如果信仰主義者試圖僅僅以所謂的啟示來證明理性是有限的，以及啟示是通往真相的唯一途徑，則會陷入循環論證的困境。

## 參看
- 宗教
- 宗教學
- 基督教
- 神學